# Societat Espanyola de Psicologia
La Societat Espanyola de Psicologia (SEP) és una associació espanyola fundada en 1952 per José Germain Cebrián, comptant amb la col·laboració, entre d'altres, de Mariano Yela Granizo, José Luis Pinillos, Juan Zaragüeta, Manuel Úbeda, Gonzalo Rodriguez Lafora, Juan José López Ibor o Antonio Vallejo Nájera. S'encarregà a partir de 1988 de la publicació de la Revista de Psicología General y Aplicada (RPGA), que fins aleshores havia estat publicada per l'Instituto Nacional de Psicología Aplicada y Psicotecnia (1946-1974), l'Instituto Nacional de Psicología Aplicada y Orientación Profesional (1974-1981), l'Instituto de Orientación Educativa y Profesional (1981-1985) i el C.I.D.E. (1985-1988). Després de Germain, fou president de la societat Mariano Yela, fins a 1983, quan accedí al càrrec Miquel Siguan i Soler. A partir de gener de 1995 i a iniciativa de Siguán, la SEP crea junt a quatre altres associacions la Federación Española de Asociaciones de Psicología (FEDAP), en la que s'integra, i única associació representativa de la Psicologia espanyola en la International Union of Psychological Science (IUPsyS). Entre 1996 i 2008 publica també Iberpsicología: Revista Electrónica de la Federación Española de Asociaciones de Psicología. Des de 2008, quan era president de la FEDAP Santiago Estaún Ferrer i després un acord amb el Consejo General de Colegios Oficiales de Psicólogos (CGCOP), passà a integrar-s'hi, aconvirtint-se en la División de Psicología Académica - Sociedad Española de Psicología.